# أيت باعمران

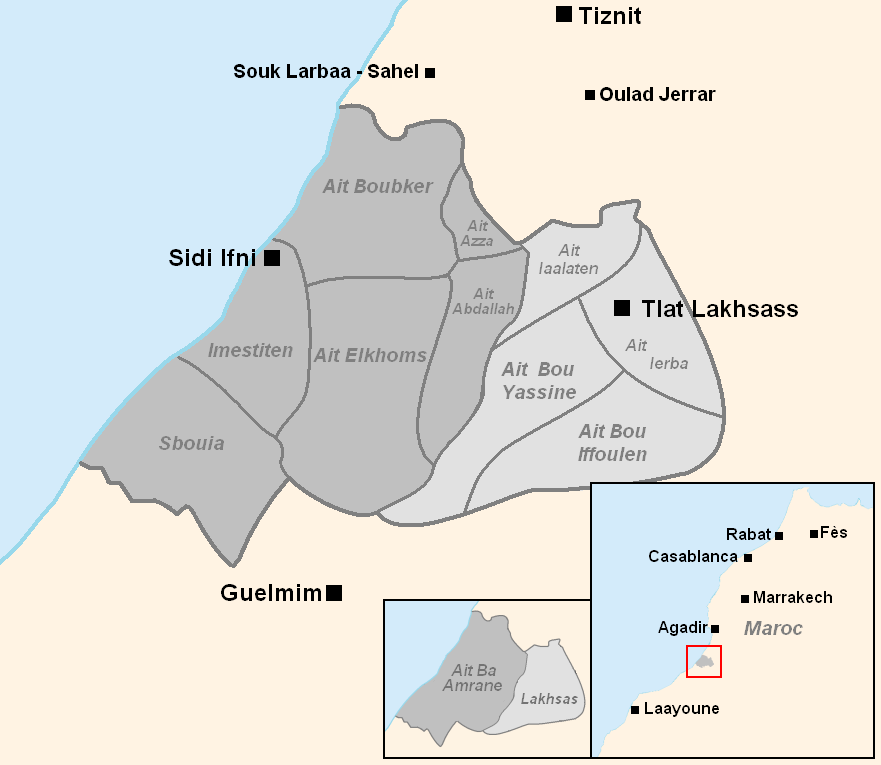

أَيْت بَاعِمْرَان اتحادٌ قبليٌّ سُوسِيٌّ مغربيُّ، يضم مجموعة من القبائل التي تشترك في مختلف أصولها، وتقع في الجنوب المغربي بإقليم سيدي إفني، ويمتد مجالها الجغرافي من وادي سيدي محمد بن عبد الله شمالا إلى وادي أساكا جنوبا، ويحدها شمالا قبيلة أهل الساحل التي كانت سابقا قبيلة باعمرانية وجنوبا الصحراء وشرقا قبيلة الأخصاص والتي كانت بدورها من ضمن قبائل أيت باعمران ويحدها من جهة الغرب المحيط الأطلسي.
وتعتبر مدينة سيدي إفني حاضرة قبائل أيت باعمران.
ويضم الاتحاد القبلي لأيت باعمران القبائل التالية:
- أيت يعزة؛
- أيت بوبكر (أيت يخلف وأيت النصف)؛
- أيت عبد الله؛
- أيت الخُمُس؛
- مستيتة؛
- هصبوية.

## أعلام
- الحسين بن سعيد الباعمراني، فقيه وقاضٍ باعمراني؛
- أحمد بن زكرياء السَّكَّالُ الباعمرانيُّ، مجاهد وشاعر باعمرني؛
- البشير بن محمد الباعمراني، مجاهد في جيش التحرير.